# Norops bocourtii
Norops bocourtii är en ödleart som beskrevs av  Cope 1876. Norops bocourtii ingår i släktet Norops och familjen Polychrotidae. Inga underarter finns listade i Catalogue of Life.